# WWE World Heavyweight Championship (2023-...)
Ne pas confondre avec le WWE World Heavyweight Championship (2002-2013) et l'Undisputed WWE Championship.
Le World Heavyweight Championship (que l'on peut traduire par championnat du monde poids-lourds) est un championnat de catch (lutte professionnelle) utilisé par la World Wrestling Entertainment, à Raw. Il s'agit de l'un des trois titres majeurs masculins, existant dans la fédération depuis 2023 et la séparation des effectifs autour des deux shows TV principaux de la fédération, Raw et SmackDown.
Sur le site de la WWE, il a été confirmé qu'il s'agit d'un nouveau titre avec son propre historique qui partage le même nom que l'ancien WWE World Heavyweight Championship (2002-2013),.

## Histoire
Le 24 avril 2023 à Raw, Triple H, le directeur créatif de la compagnie, créé la ceinture avec un nouveau design et le logo de la compagnie situé au centre. Un tournoi est organisé et les deux finalistes s'affronteront à Night of Champions, en Arabie Saoudite, pour couronner le premier champion. En raison du fait que Roman Reigns détient actuellement les WWE Championship et WWE Universal Championship, la ceinture ainsi que le premier champion couronné seront transférés dans la division concernée, lors du Draft, où l'actuel champion Universel incontesté de la WWE n'y sera pas.

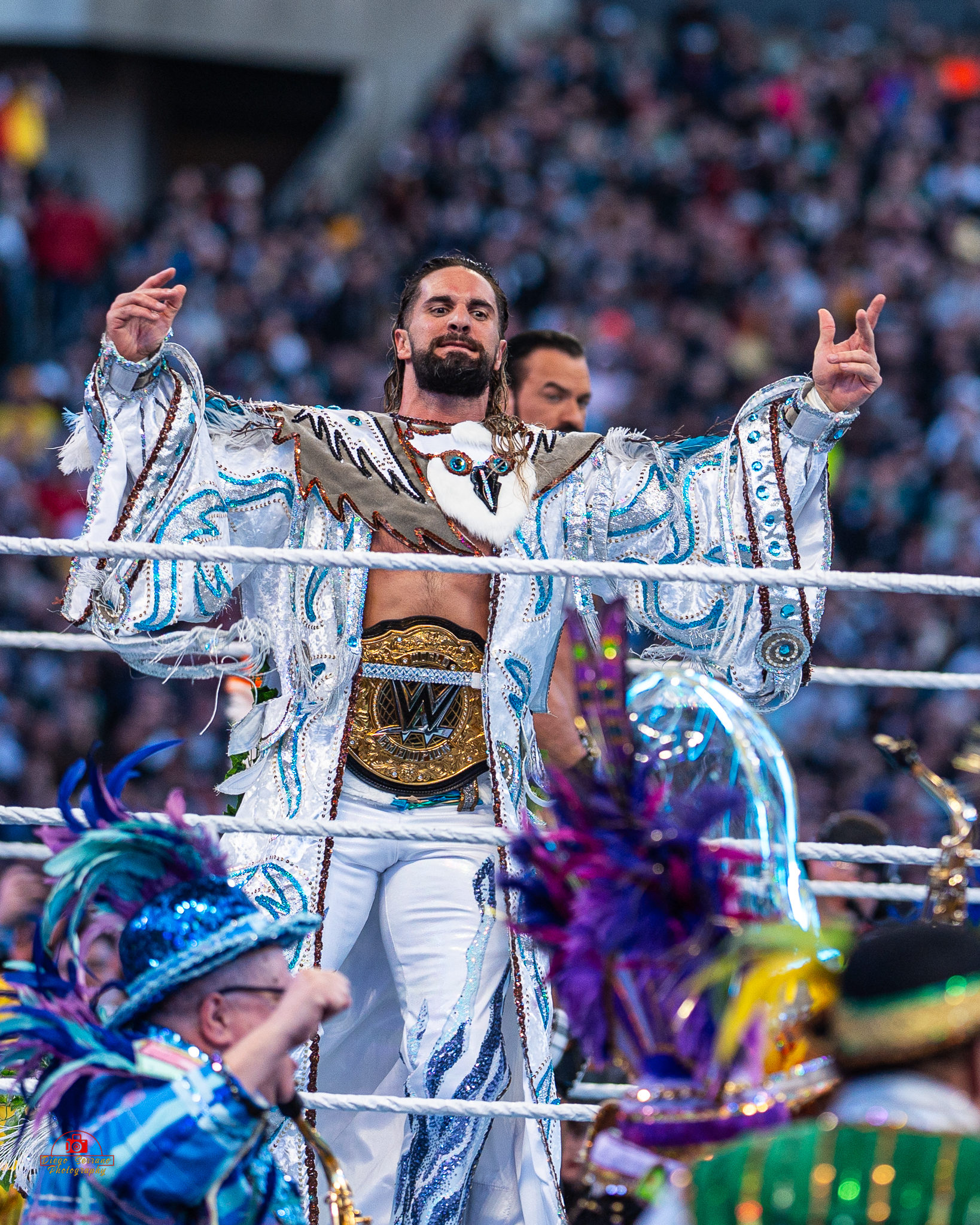
Seth "Freakin Rollins, premier champion et champion ayant régné le plus longtemps.
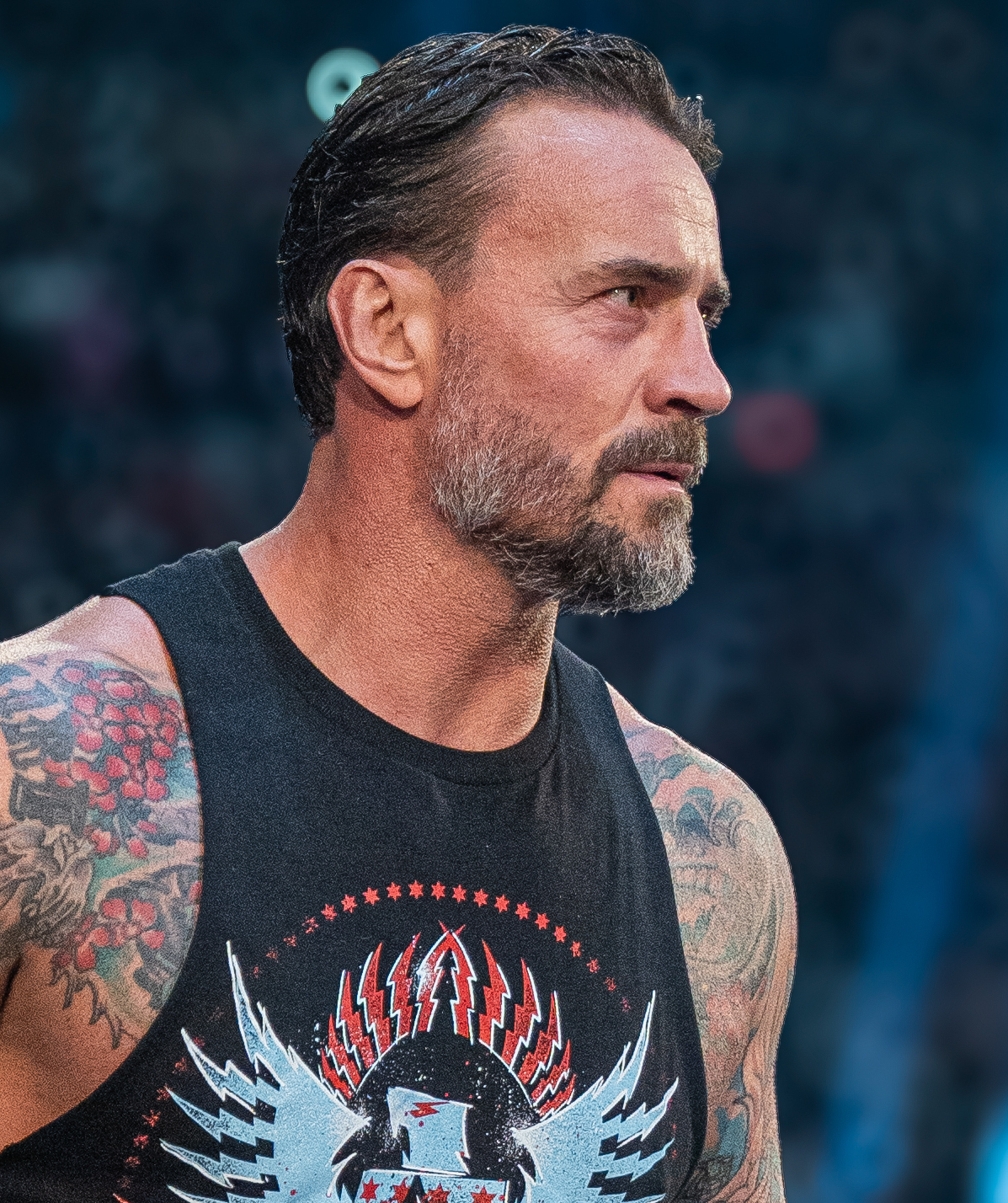
CM Punk, septième champion, avec règne le plus court.
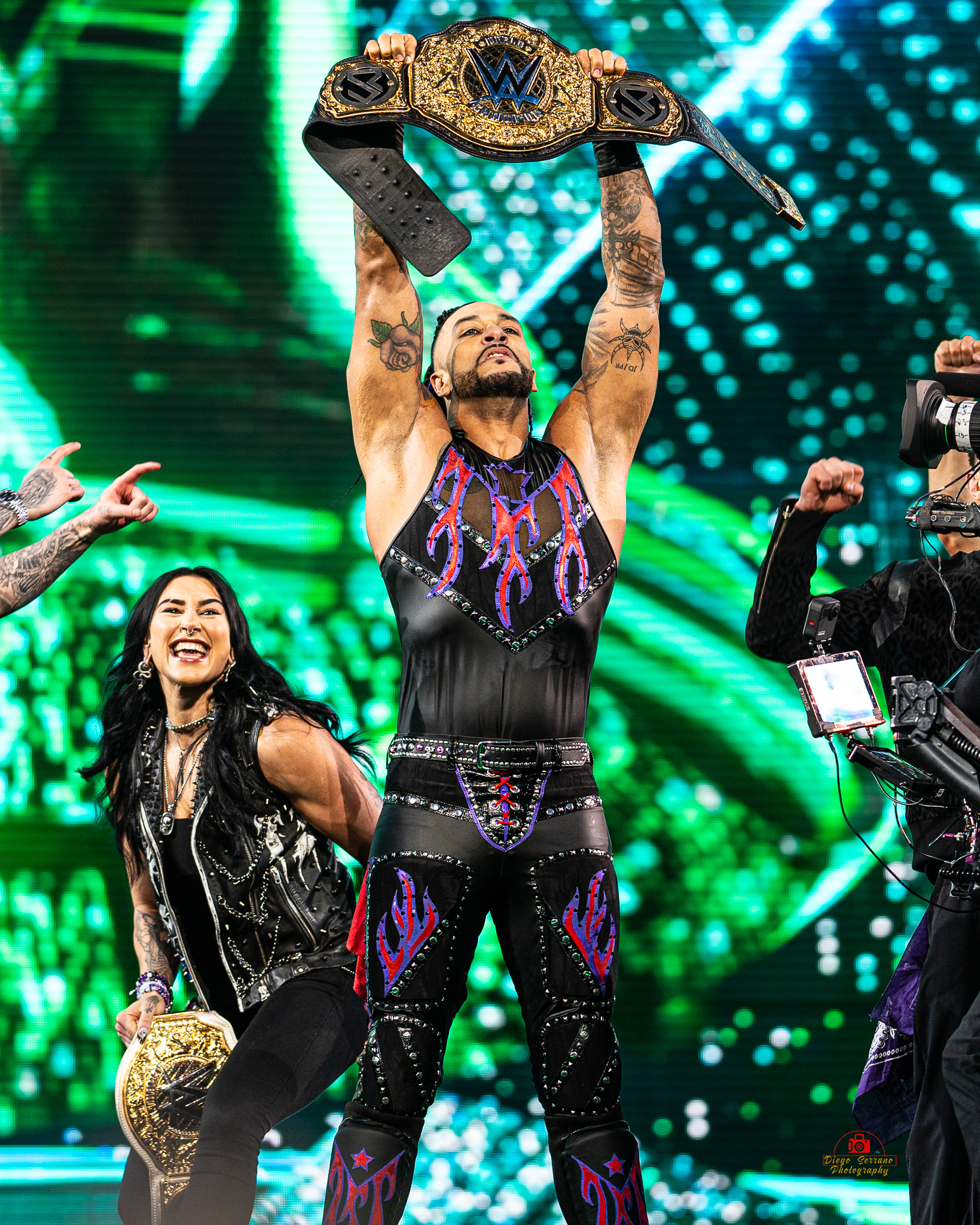
À WrestleMania XL, Damian Priest a encaissé son contrat Money in the Bank sur Drew McIntyre, remportant avec succès le championnat du monde des poids lourds et devenant le troisième champion.

### Tournoi inaugural
|  |                                                       |                                                       |                                                       |  |  |                                                       |                                                       |                                                       |  |  |                                         |                                         |                                         |
|  | Premier tour Raw (8 mai 2023) SmackDown (12 mai 2023) | Premier tour Raw (8 mai 2023) SmackDown (12 mai 2023) | Premier tour Raw (8 mai 2023) SmackDown (12 mai 2023) |  |  | Demi-finales Raw (8 mai 2023) SmackDown (12 mai 2023) | Demi-finales Raw (8 mai 2023) SmackDown (12 mai 2023) | Demi-finales Raw (8 mai 2023) SmackDown (12 mai 2023) |  |  | Finale Night of Champions (27 mai 2023) | Finale Night of Champions (27 mai 2023) | Finale Night of Champions (27 mai 2023) |
|  | Premier tour Raw (8 mai 2023) SmackDown (12 mai 2023) | Premier tour Raw (8 mai 2023) SmackDown (12 mai 2023) | Premier tour Raw (8 mai 2023) SmackDown (12 mai 2023) |  |  | Demi-finales Raw (8 mai 2023) SmackDown (12 mai 2023) | Demi-finales Raw (8 mai 2023) SmackDown (12 mai 2023) | Demi-finales Raw (8 mai 2023) SmackDown (12 mai 2023) |  |  | Finale Night of Champions (27 mai 2023) | Finale Night of Champions (27 mai 2023) | Finale Night of Champions (27 mai 2023) |
|  |                                                       |                                                       |                                                       |  |  |                                                       |                                                       |                                                       |  |  |                                         |                                         |                                         |
|  |                                                       |                                                       |                                                       |  |  |                                                       |                                                       |                                                       |  |  |                                         |                                         |                                         |
|  | Damian Priest                                         | Damian Priest                                         | —                                                     |  |  |                                                       |                                                       |                                                       |  |  |                                         |                                         |                                         |
|  | Damian Priest                                         | Damian Priest                                         | —                                                     |  |  |                                                       |                                                       |                                                       |  |  |                                         |                                         |                                         |
|  | Seth "Freakin" Rollins                                | Seth "Freakin" Rollins                                | Tombé                                                 |  |  |                                                       |                                                       |                                                       |  |  |                                         |                                         |                                         |
|  | Seth "Freakin" Rollins                                | Seth "Freakin" Rollins                                | Tombé                                                 |  |  |                                                       |                                                       |                                                       |  |  |                                         |                                         |                                         |
|  | Shinsuke Nakamura                                     | Shinsuke Nakamura                                     | 13:25                                                 |  |  | Seth "Freakin" Rollins                                | Seth "Freakin" Rollins                                | Tombé                                                 |  |  |                                         |                                         |                                         |
|  | Shinsuke Nakamura                                     | Shinsuke Nakamura                                     | 13:25                                                 |  |  | Seth "Freakin" Rollins                                | Seth "Freakin" Rollins                                | Tombé                                                 |  |  |                                         |                                         |                                         |
|  | Raw                                                   | Raw                                                   | Raw                                                   |  |  | Finn Bálor                                            | Finn Bálor                                            | 13:30                                                 |  |  |                                         |                                         |                                         |
|  | Raw                                                   | Raw                                                   | Raw                                                   |  |  | Finn Bálor                                            | Finn Bálor                                            | 13:30                                                 |  |  |                                         |                                         |                                         |
|  | Cody Rhodes                                           | Cody Rhodes                                           | —                                                     |  |  |                                                       |                                                       |                                                       |  |  |                                         |                                         |                                         |
|  | Cody Rhodes                                           | Cody Rhodes                                           | —                                                     |  |  |                                                       |                                                       |                                                       |  |  |                                         |                                         |                                         |
|  | Finn Bálor                                            | Finn Bálor                                            | Tombé                                                 |  |  |                                                       |                                                       |                                                       |  |  |                                         |                                         |                                         |
|  | Finn Bálor                                            | Finn Bálor                                            | Tombé                                                 |  |  |                                                       |                                                       |                                                       |  |  |                                         |                                         |                                         |
|  | The Miz                                               | The Miz                                               | 9:30                                                  |  |  | Seth "Freakin" Rollins                                | Seth "Freakin" Rollins                                | Tombé                                                 |  |  |                                         |                                         |                                         |
|  | The Miz                                               | The Miz                                               | 9:30                                                  |  |  |                                                       | Seth "Freakin" Rollins                                | Tombé                                                 |  |  |                                         |                                         |                                         |
|  |                                                       |                                                       |                                                       |  |  | AJ Styles                                             | AJ Styles                                             | 20:40                                                 |  |  |                                         |                                         |                                         |
|  |                                                       |                                                       |                                                       |  |  | AJ Styles                                             | AJ Styles                                             | 20:40                                                 |  |  |                                         |                                         |                                         |
|  | AJ Styles                                             | AJ Styles                                             | Tombé                                                 |  |  |                                                       |                                                       |                                                       |  |  |                                         |                                         |                                         |
|  | AJ Styles                                             | AJ Styles                                             | Tombé                                                 |  |  |                                                       |                                                       |                                                       |  |  |                                         |                                         |                                         |
|  | Edge                                                  | Edge                                                  | 16:15                                                 |  |  |                                                       |                                                       |                                                       |  |  |                                         |                                         |                                         |
|  | Edge                                                  | Edge                                                  | 16:15                                                 |  |  |                                                       |                                                       |                                                       |  |  |                                         |                                         |                                         |
|  | Rey Mysterio                                          | Rey Mysterio                                          | —                                                     |  |  | AJ Styles                                             | AJ Styles                                             | Tombé                                                 |  |  |                                         |                                         |                                         |
|  | Rey Mysterio                                          | Rey Mysterio                                          | —                                                     |  |  | AJ Styles                                             | AJ Styles                                             | Tombé                                                 |  |  |                                         |                                         |                                         |
|  | SmackDown                                             | SmackDown                                             | SmackDown                                             |  |  | Bobby Lashley                                         | Bobby Lashley                                         | 12:05                                                 |  |  |                                         |                                         |                                         |
|  | SmackDown                                             | SmackDown                                             | SmackDown                                             |  |  | Bobby Lashley                                         | Bobby Lashley                                         | 12:05                                                 |  |  |                                         |                                         |                                         |
|  | Austin Theory                                         | Austin Theory                                         | 13:10                                                 |  |  |                                                       |                                                       |                                                       |  |  |                                         |                                         |                                         |
|  | Austin Theory                                         | Austin Theory                                         | 13:10                                                 |  |  |                                                       |                                                       |                                                       |  |  |                                         |                                         |                                         |
|  | Bobby Lashley                                         | Bobby Lashley                                         | Tombé                                                 |  |  |                                                       |                                                       |                                                       |  |  |                                         |                                         |                                         |
|  | Bobby Lashley                                         | Bobby Lashley                                         | Tombé                                                 |  |  |                                                       |                                                       |                                                       |  |  |                                         |                                         |                                         |
|  | Sheamus                                               | Sheamus                                               | —                                                     |  |  |                                                       |                                                       |                                                       |  |  |                                         |                                         |                                         |
|  | Sheamus                                               | Sheamus                                               | —                                                     |  |  |                                                       |                                                       |                                                       |  |  |                                         |                                         |                                         |

## Liste des champions
| #   | Champion               | Règne | Date de victoire | Durée (en jours) | Événement                 | Lieu                         | Notes | Réf    |
| Raw | Raw                    | Raw   | Raw              | Raw              | Raw                       | Raw                          | Raw | Raw    |
| --- | ---------------------- | ----- | ---------------- | ---------------- | ------------------------- | ---------------------------- | --- | ------ |
| 1   | Seth "Freakin" Rollins | 1     | 27 mai 2023      | 316              | Night of Champions (2023) | Jeddah ( Arabie saoudite)    | En battant AJ Styles en finale du tournoi, il devient le premier champion du monde poids-lourds de la WWE de l'histoire et remporte son sixième titre personnel.                                                   | [ 5 ]  |
| 2   | Drew McIntyre          | 1     | 7 avril 2024     | 0 (5 min 46 s)   | WrestleMania XL           | Philadelphie (Pennsylvanie)  | En battant Seth "Freakin" Rollins, il remporte le titre pour la première fois de sa carrière et son quatrième titre personnel.                                                                                     | [ 7 ]  |
| 3   | Damian Priest          | 1     | 7 avril 2024     | 118              | WrestleMania XL           | Philadelphie (Pennsylvanie)  | En battant Drew McIntyre après avoir encaissé sa mallette Money in the Bank, il remporte le titre pour la première fois de sa carrière et son second titre personnel dans le roster principal.                     | [ 7 ]  |
| 4   | Gunther                | 1     | 3 août 2024      | 259              | SummerSlam (2024)         | Cleveland (Ohio)             | En battant Damian Priest par soumission avec l'aide d'une intervention extérieure de Finn Bálor, il remporte le titre pour la première fois de sa carrière et son second titre personnel dans le roster principal. | [ 8 ]  |
| 5   | Jey Uso                | 1     | 19 avril 2025    | 51               | WrestleMania 41           | Paradise (Nevada)            | En battant Gunther par soumission, il remporte le titre pour la première fois de sa carrière, son second titre personnel et devient le 38e Triple Crown Champion.                                                  | [ 9 ]  |
| 6   | Gunther                | 2     | 9 juin 2025      | 54               | Raw                       | Phoenix (Arizona)            | En prenant sa revanche sur Jey Uso par soumission, il devient le 1er catcheur à gagner deux fois la ceinture. | [ 10 ] |
| 7   | CM Punk                | 1     | 2 août 2025      | 0 (5 min 9 s)    | SummerSlam (2025)         | East Rutherford (New Jersey) | Il s'agit de son premier titre dans la compagnie depuis 2013. Il s'agit du règne le plus court de l'histoire du titre.                                                                                             | [ 11 ] |
| 8   | Seth Rollins           | 2     | 2 août 2025      | 8+               | SummerSlam (2025)         | East Rutherford (New Jersey) | Encaisse sa mallette Money in the Bank, il devient le 2e catcheur à gagner deux fois la ceinture. | [ 11 ] |

## Règnes combinés
| Signe | Notes                                 |
| ----- | ------------------------------------- |
|       | Travaille actuellement à Raw          |
|       | Lutteur travaillant toujours à la WWE |
| †     | Lutteur décédé                        |

| Rang | Champion      | Règnes | Jours | 1re victoire |
| ---- | ------------- | ------ | ----- | ------------ |
| 1    | Seth Rollins  | 2      | 324+  | 27 mai 2023  |
| 2    | Gunther       | 2      | 313   | 3 août 2024  |
| 3    | Damian Priest | 1      | 118   | 7 avr. 2024  |
| 4    | Jey Uso       | 1      | 51    | 19 avr. 2025 |
| 5    | Drew McIntyre | 1      | 0     | 7 avr. 2024  |
| 6    | CM Punk       | 1      | 0     | 2 aout 2025  |

## Statistiques
| Record                     | Détenteur du record     | Chiffre      |
| -------------------------- | ----------------------- | ------------ |
| Règne le plus long         | Seth "Freakin" Rollins  | 316 jours    |
| Règne le plus court        | CM Punk                 | 5 min et 9 s |
| Plus grand nombre de règne | Gunther et Seth Rollins | 2 fois       |
| Champion le plus âgé       | CM Punk                 | 46 ans       |
| Champion le plus jeune     | Gunther                 | 36 ans       |